# Raz Meir
Yosef Raz Meir (Hebreeuws: יוסף רז מאיר) (Rishon LeZion, 30 november 1996) is een Israëlisch voetballer die als verdediger voor Maccabi Netanya speelt.

## Carrière
Raz Meir speelde in de jeugd van Hapoel Rishon LeZion, in zijn geboorteplaats. Hier debuteerde hij in het eerste elftal op 25 oktober 2013, in de met 3-0 verloren uitwedstrijd tegen Hapoel Jeruzalem, op het tweede niveau van Israël. Na vier wedstrijden maakte hij in de winterstop van het seizoen 2013/14 de overstap naar Maccabi Haifa, waar hij in eerste instantie in de jeugdopleiding speelde. Hij debuteerde op het hoogste niveau van Israël op 17 mei 2014, in de met 1-1 gelijkgespeelde uitwedstrijd tegen Hapoel Be'er Sheva. In het seizoen 2015/16 werd hij aan competitiegenoot Bnei Yehuda Tel Aviv verhuurd, in het seizoen erna aan Hapoel Ashkelon. Na deze verhuurperiodes groeide hij uit tot een vaste waarde bij Maccabi Haifa, waar hij driemaal kampioen van Israël werd, eenmaal de Supercup won en actief was in de Champions League en Conference League. In 2023 maakte hij de overstap naar RKC Waalwijk, waar hij een contract voor één jaar met een optie voor een extra seizoen tekende. Hier kwam hij slechts tot vier korte invalbeurten in de Eredivisie. Na een half jaar werd zijn contract in goed overleg ontbonden en keerde hij terug naar Israël. Hier speelde hij voor Hapoel Tel Aviv en Maccabi Netanya.

### Statistieken
| Seizoen                        | Club                   | Land           | Competitie     | Competitie | Competitie | Beker | Beker | Overig | Overig | Totaal | Totaal |
| Seizoen                        | Club                   | Land           | Competitie     | Wed.       | Dlp.       | Wed.  | Dlp.  | Wed.   | Dlp.   | Wed.   | Dlp.   |
| ------------------------------ | ---------------------- | -------------- | -------------- | ---------- | ---------- | ----- | ----- | ------ | ------ | ------ | ------ |
| 2013/14                        | Hapoel Rishon LeZion   | Israël         | Liga Leumit    | 4          | 0          | 0     | 0     | 0      | 0      | 4      | 0      |
| 2013/14                        | Maccabi Haifa          | Israël         | Ligat Ha'Al    | 1          | 0          | 0     | 0     | 0      | 0      | 1      | 0      |
| 2014/15                        | Maccabi Haifa          | Israël         | Ligat Ha'Al    | 0          | 0          | 0     | 0     | 0      | 0      | 0      | 0      |
| 2015/16                        | → Bnei Yehuda Tel Aviv | Israël         | Ligat Ha'Al    | 21         | 0          | 2     | 1     | 3      | 1      | 26     | 2      |
| 2016/17                        | → Hapoel Ashkelon      | Israël         | Ligat Ha'Al    | 26         | 1          | 1     | 0     | 1      | 0      | 28     | 1      |
| 2017/18                        | Maccabi Haifa          | Israël         | Ligat Ha'Al    | 16         | 0          | 2     | 0     | 6      | 0      | 24     | 0      |
| 2018/19                        | Maccabi Haifa          | Israël         | Ligat Ha'Al    | 22         | 2          | 2     | 0     | 2      | 0      | 26     | 2      |
| 2019/20                        | Maccabi Haifa          | Israël         | Ligat Ha'Al    | 14         | 0          | 0     | 0     | 5      | 1      | 19     | 1      |
| 2020/21                        | Maccabi Haifa          | Israël         | Ligat Ha'Al    | 27         | 1          | 3     | 0     | 2      | 0      | 32     | 1      |
| 2021/22                        | Maccabi Haifa          | Israël         | Ligat Ha'Al    | 19         | 0          | 4     | 0     | 17     | 0      | 40     | 0      |
| 2022/23                        | Maccabi Haifa          | Israël         | Ligat Ha'Al    | 14         | 0          | 3     | 0     | 2      | 0      | 19     | 0      |
| 2023/24                        | RKC Waalwijk           | Nederland      | Eredivisie     | 4          | 0          | 1     | 0     | 0      | 0      | 5      | 0      |
| 2023/24                        | Hapoel Tel Aviv        | Israël         | Ligat Ha'Al    | 13         | 0          | 1     | 0     | 0      | 0      | 14     | 0      |
| 2024/25                        | Maccabi Netanya        | Israël         | Ligat Ha'Al    | 2          | 0          | 0     | 0     | 5      | 0      | 7      | 0      |
| Carrièretotaal                 | Carrièretotaal         | Carrièretotaal | Carrièretotaal | 183        | 4          | 19    | 1     | 43     | 2      | 245    | 7      |
| Bijgewerkt op 3 september 2024 |                        |                |                |            |            |       |       |        |        |        |        |